# Reprezentacja Słowenii w koszykówce mężczyzn
Reprezentacja Słowenii w koszykówce mężczyzn – drużyna, która reprezentuje Słowenię w koszykówce mężczyzn. Za jej funkcjonowanie odpowiedzialna jest Słoweński Związek Koszykówki - Košarkarska zveza Slovenije. Drużyna jest powoływana od czasu odzyskania niepodległości przez Słowenię w 1991. Wcześniej koszykarze ze Słowenii grali w reprezentacji Jugosławii. Od 1991 występowała na wszystkich Mistrzostwach Europy, ale dopiero w 2005 udało jej się awansować do drugiej fazy rozgrywek. Raz grała na Mistrzostwach Świata w 2006 po tym, jak zajęła szóste miejsce na rok wcześniej rozgrywanym Eurobaskecie. Była bliska zdobycia medalu na Mistrzostwach Europy 2009. Drużyna awansowała do strefy medalowej lecz w półfinale uległa po dogrywce Serbii, a w meczu o brąz przegrała minimalnie z Grecją.

## Mistrzostwa Świata
- 2006 – 12. miejsce

## Mistrzostwa Europy
- 1993 – 16. miejsce
- 1995 – 12. miejsce
- 1997 – 14. miejsce
- 1999 – 10. miejsce
- 2001 – 15. miejsce
- 2003 – 10. miejsce
- 2005 – 6. miejsce
- 2007 – 7. miejsce
- 2009 – 4. miejsce
- 2017 – 1. miejsce
- 2022 – 6. miejsce